# Men Without Hats
Men Without Hats er en New Wave/Synth Pop-gruppe fra Montreal, Canada. Gruppen er særlig kendt for deres sang "The Safety Dance" fra 1983, der gjorde bandet meget populært i midt 80'erne. Singlen kom i top ti både i USA, Storbritannien og mange andre lande inklusiv Sydafrika. Deres andet store hit kom i 1987 med sangen "Pop Goes the World".

## Diskografi
- 1982 Rhythm of youth
- 1984 Folk of the 80's (part iii)
- 1987 Pop goes the world
- 1990 The adventures of women and men without hate in the 21st century
- 1991 Sideways
- 2003 No Hats Beyond This Point
- 2012 Love in the Age of War

### Opsamlingsalbums
- 1996 Collection
- 1997 Greatest Hats
- 1998 The Very Best of Men Without Hats
- 2006 My Hats Collection
- 2008 The Silver Collection (med DVD)

### Musikvideoer
- "Nationale 7"
- "Security"
- "Antarctica"
- "The Safety Dance"
- "I Like"
- "Where Do the Boys Go?"
- "Pop Goes the World"
- "Moonbeam"
- "Hey Men"
- "In the 21st Century"
- "Sideways"

| Musikgruppe | Spire Denne artikel om en musikgruppe er en spire som bør udbygges. Du er velkommen til at hjælpe Wikipedia ved at udvide den. |